# تيغرمت نعمر وباسو (ملاعب)
تيغرمت نعمر وباسو هو دُوَّار يقع بجماعة ملعب، إقليم الرشيدية، جهة درعة تافيلالت في المملكة المغربية. ينتمي الدوّار لمشيخة ملاعب التي تضم 9 دواوير. يقدر عدد سكانه بـ 109 نسمة حسب الإحصاء الرسمي للسكان والسكنى لسنة 2004.

## روابط خارجية
- البوابة الوطنية للجماعات الترابية نسخة محفوظة 12 مارس 2018 على موقع واي باك مشين.
- المندوبية السامية للتخطيط